# Japán nemzeti országútjainak listája

A kettes számú út Oszakát és Fukuokát köti össze.

Japán országos lefedettségű országúthálózattal (一般国道) rendelkezik, ami eltérő a hagyományos autópályáktól. A Vidékfejlesztési, Infrastruktúrális és Szállítási Minisztérium valamint egyéb szervezetek felügyelik a nemzeti országutakat. Egy osztályozási rendszert használnak, ami az országutakat első- és másodosztályúra osztja. Az első osztályú országutak megjelölése egy, illetve két számjegyűek lehetnek, míg a másodosztályúak három számjegyűek. Például az 1-es és az 58-as számú első osztályú, míg az 507-es számú országút (egyike a legnagyobb számúaknak) másodosztályú. Összesen 459 nemzeti országút van.

## A nemzeti országutak listája

### 1–58 (első számú országutak)
1   2   3   4   5   6   7   8   9  10 

11 12 13 14 15 16 17 18 19 20 

21 22 23 24 25 26 27 28 29 30 

31 32 33 34 35 36 37 38 39 40 

41 42 43 44 45 46 47 48 49 50 

51 52 53 54 55 56 57 58 (59–100 nem létezik)